# طائفة المعجبين

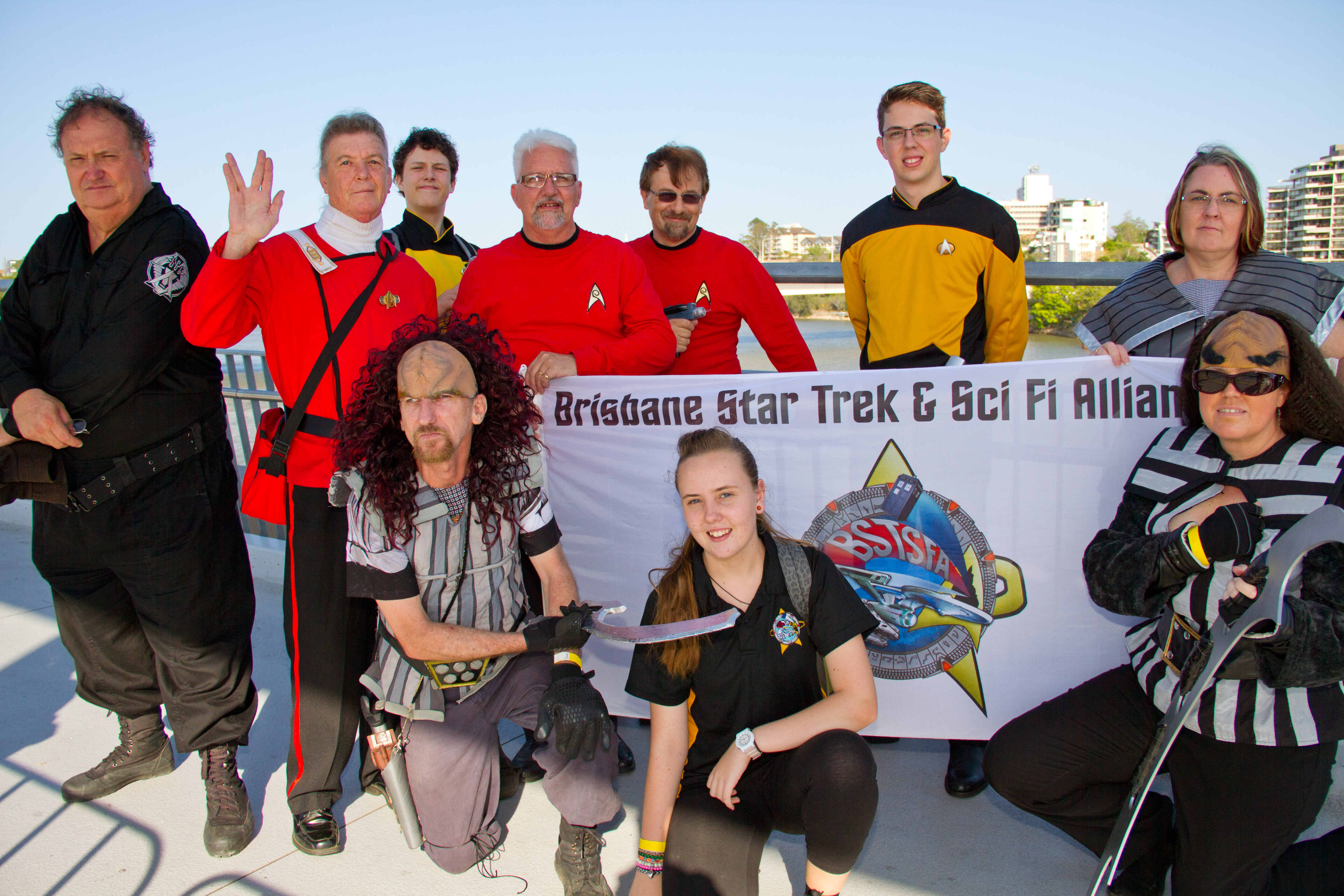
محبو "ستار تريك" في حدث "بريزبن في العرض". جزء من احتفالات الثقافة لمجموعة العشرين - قبيل قمة قادة مجموعة العشرين العالمية في نوفمبر 2014.

يُشير مصطلح طائفة المعجبين (بالإنجليزية: cult following) إلى مجموعة من المعجبين الذين يُبدون تفانيًا كبيرًا لشخص أو فكرة أو كيان أو حركة أو عمل ما، وغالبًا لفنان معين، خاصةً فناني الاستعراض، أو لعمل فني. غالبًا ما يُطلق على هذا العمل الفني مصطلح «كلاسيكيات جماهيرية». يُقال إن فيلمًا أو كتابًا أو فنانًا موسيقيًا أو مسلسلًا تلفزيونيًا أو لعبة فيديو، من بين أشياء أخرى، ممكن أن يكون لديه طائفة جماهيرية عندما يكون لديه قاعدة معجبين متحمسة للغاية ومخلصة.
تتمثل السمات المشتركة لطائفة المعجبين في الارتباط العاطفي الذي يشعرون به تجاه موضوع المتابعة، إذ يعتبرون أنفسهم وأعضاء آخرين جزءًا من مجتمع معين. غالبًا ما ترتبط هذه الفكرة بالأسواق المتخصصة. تُعتبر الوسائط الفنية الإعلامية الجماهيرية جزءًا من الثقافة الفرعية، وتُعد غريبة أو مناهضة للمؤسسة بحيث لا تُقدَّر من قِبَل الجمهور العام أو لا تحقق نجاحًا تجاريًا واسع النطاق.
يعبر العديد من المعجبين المخلصين عن تفانيهم بمستوى من السخرية عند وصفهم لمثل هذا النوع من الترفيه. أحيانًا، تتجاوز هذه السلوكيات الحدود لتصبح قاعدة جماهيرية هزلية. قد يشارك المعجبون في ثقافة فرعية مثل ثقافة الفاندوم، إما من خلال اللقاءات أو المجتمعات عبر الإنترنت أو من خلال أنشطة مثل أدب المعجبين أو تصميم أزياء خاصة أو بناء نماذج ونسخ متماثلة أو إنشاء إنتاجات صوتية أو فيديوهات خاصة بهم مستوحاة من الأشكال والشخصيات الأصلية.

## الأفلام
لا يوجد فرق واضح بين الإعلام المرتبط بطائفة معجبين ووسائل الإعلام الرئيسية. يجادل البروفيسوران زافيير مينديك وإرنست ماثيس، مؤلفا كتاب «100 فيلم جماهيري»، بأن التفاني الذي يظهره متابعو هذه الأفلام يجعلها من الكلاسيكيات. في كثير من الحالات، قد تكون الأفلام التي تحظى بمتابعة طائفة من المعجبين قد فشلت ماليًا خلال عرضها السينمائي أو حتى تلقت آراء مختلطة أو سلبية من وسائل الإعلام الرئيسية، لكنها ما تزال تُعتبر نجاحًا كبيرًا من قِبَل مجموعات صغيرة أو مجتمعات من المعجبين.
تحظى بعض طوائف المعجبين بشعبيتها فقط داخل ثقافة فرعية معينة. يحظى فيلم «وودستوك» (1970) بشعبية خاصة داخل ثقافة الحركة الهيبية، بينما يحمل فيلم «الخزعبلات» (1993) مكانة مميزة بين النساء الأمريكيات المولودات في الثمانينيات وأوائل التسعينيات من القرن العشرين. يمكن لبعض الرموز الرئيسية أن تصبح رموزًا جماهيرية في سياق مختلف لأشخاص معينين. كان الهدف الأصلي من فيلم «ريفير مادنس» (1936) إلى تحذير الشباب من تعاطي المرجوانا، لكن بسبب حبكته السخيفة والعدد الهائل من الأخطاء الواقعية وإنتاجه الرخيص، أصبح يُشاهد من قِبَل مدخني المرجوانا واكتسب قاعدة جماهيرية خاصة به.
تستلهم أفلام كوينتن تارانتينو من الأفلام الكلاسيكية الجماهيرية من حيث الأسلوب، لكنها تحظى بتقدير خاص من قِبَل جمهور واسع؛ لذلك، يُلاحظ أن فيلموغرافيا تارانتينو تقع في مكان ما بين السينما الجماهيرية والرئيسية. أيضًا، يمكن لبعض الظواهر الجماهيرية أن تنمو إلى حد أنها تصبح رئيسية، مثل فيلموغرافيا مخرجين جماهيريين مثل جون ووترز وجون سايلس وجون كاسافيتز وأرماندو بو وإليسيو سبييلا وروجيرو ديوداتو وتاكيشي كيتانو وعباس كيارستمي أو خيسوس فرانكو.

## البرامج التلفزيونية
بعض المسلسلات التلفزيونية تطوّر قاعدة جماهيرية مخلصة بعد إلغائها، ما يثير الاهتمام بإعادة إنتاجها. على سبيل المثال، تم إلغاء مسلسل «عائلة بلوث» في عام 2006 بعد موسمه الثالث، لكن أعادت نتفليكس إنتاجه في عام 2013 لتعلن عن موسمين إضافيين. وبالمثل، تم إلغاء مسلسل «فيوتشوراما» في عام 2003 بعد موسمه الرابع على قناة شبكة فوكس، ثم أعيد إنتاجه عن طريق قناة كوميدي سنترال لثلاثة مواسم إضافية. في عام 2022، أُعلن عن تجديد المسلسل لعشرين حلقة إضافية (تُعرض أسبوعيًا) على منصة هولو. أما مسلسل «ستار تريك: السلسلة الأصلية» فقد أُلغي بعد ثلاثة مواسم، لكنه اكتسب شهرة أكبر عند إعادة عرضه، ما أدى إلى إطلاق سلسلة إعلامية ناجحة.
تم عرض مسلسل «توين بيكس» لديفيد لينش على قناة (أيه بي سي) لموسمين من عام 1990 حتى عام 1991، وحقق في البداية تقييمات عالية وإشادات نقدية إيجابية. لكن التقييمات والاستقبال تراجعا بعد الكشف عن قاتل لورا بالمر، الذي عمد لينش على إخفاء هويته. في النهاية، تم إلغاء عرض المسلسل مع نهاية مفتوحة. لم يعرض مجددًا المسلسل حتى عام 2017 كمسلسل محدود على قناة شوتايم، ما جعله من أطول فترات التوقف في تاريخ التلفزيون.
تُعتبر بعض المسلسلات كلاسيكيات جماهيرية، مثل مسلسل الخيال العلمي البريطاني الطويل «دكتور هو» ومسلسل التشويق العلمي «سجين»، ومسلسل الدراما الهندي «ذا ترايلز أوف لايف» الذي استمر لثماني سنوات، والبرنامج الحواري الساخر المتحرك «سبيس غوست كوست تو كوست» الذي عُرض على شبكة كرتون نتورك، والذي أدى إلى إنتاج العديد من البرامج اللاحقة المشابهة عند إطلاق فقرة أدلت سويم على الشبكة. قد لا تُعتبر جميع هذه العناوين المذكورة أعلاه كلاسيكيات جماهيرية نظرًا لانتشارها الواسع بين الجماهير المعاصرة، على الرغم من أن مصطلح «كلاسيكيات جماهيرية» قد يكون له تعريفات متباينة، مثل إصدار عمل غير ناجح في البداية أو وجود عدد كبير من الكليشيهات (سواء كانت متعمدة أم لا)، ما يؤدي إلى نطاق واسع من التصنيفات المرتبطة بالتجارب الشخصية للمشاهدين.